# Синем Йозтуфан
Синем Йозтуфан (на турски: Sinem Öztufan) е турска актриса и модел.

## Биография
Синем Йозтуфан е родена на 22 април 1980 година в град Измир, Турция. От 1997 година живее в Истанбул, когато след няколко успешни представяния на конкурси за красота, е поканена да участва в първия си телевизионен сериал „Така ли щеше да бъде“. През 1998 година става трета на конкурса за Мис Турция. След четиригодишна връзка с телевизионния журналист Ирем Канан тя се омъжва за него през 2006 година.

## Филмография
| Година | Филм                        | Роля            |        |
| ------ | --------------------------- | --------------- | ------ |
| 1997   | Böyle mi Olacaktı           | Есра Акман      | Сериал |
| 2000   | Hanım Ağa                   |                 | Сериал |
| 2003   | Alacakaranlık               | Мелике          | Сериал |
| 2004   | Голямата лъжа (Büyük Yalan) | Рейхан Вардарлъ | Сериал |
| 2006   | Karagümrük Yanıyor          | Аслъ            | Сериал |
| 2007   | Leylan                      | Лейлян          | Сериал |
| 2009   | Незабравима (Unutulmaz)     | Мелда Гюлер     | Сериал |
| 2013   | Osmanlı'da Derin Devlet     | Дилруба         | Филм   |